# Casa de Campo (metrostation)
Casa de Campo is een metrostation in het stadsdeel Latina van de Spaanse hoofdstad Madrid. Het station werd geopend op 22 oktober 2002 en wordt bediend door de lijnen 5 en 10 van de metro van Madrid.